# Trader Tom of the China Seas
Trader Tom of the China Seas é um seriado estadunidense de 1954, gênero aventura, dirigido por Franklin Adreon, em 12 capítulos, estrelado por Harry Lauter e Aline Towne. Foi produzido e distribuído pela Republic Pictures, e veiculou nos cinemas estadunidenses a partir de 11 de janeiro de 1954.
Foi o 63º entre os 66 seriados produzidos pela Republic e, em 1966, foi editado como um filme para televisão sob o título Target: Sea of China.

## Sinopse
As Nações Unidas têm o comerciante Tom Rogers (Harry Lauter) e Vivian Wells (Aline Towne), filha de um capitão de escuna, liderando o esforço para manter grupos subversivos nativos de uma ilha fora das revoluções em Burmatra e países asiáticos.

## Elenco
- Harry Lauter … Tom Rogers
- Aline Towne … Vivian Wells
- Lyle Talbot … Barent
- Robert Shayne … Major Conroy
- Fred Graham … Kurt Daley
- Richard Reeves … Chefe Rebelde

## Produção
Trader Tom of the China Seas foi orçado em $172,789, porém seu custo final foi $169,248, e foi o mais barato seriado da Republic em 1954. Foi filmado entre 8 e 28 de setembro de, e foi a produção nº 1937.

## Lançamento

### Cinemas
O lançamento oficial de Trader Tom of the China Seas é datado de 11 de janeiro de 1954, apesar de essa ser a data da disponibilização do 6º capítulo. Como era costume da Republic, foi seguido pelo relançamento do seriado Secret Service in Darkest Africa, reintitulado Manhunt in the African Jungles, ao invés de um novo seriado. O próximo seriado original lançado pela Republic seria Man with the Steel Whip, no mesmo ano.

### Televisão
Trader Tom of the China Seas foi um dos 26 seriados da Republic a ser relançado como filme para televisão em 1966. O título foi mudado para Target: Sea of China, e a versão foi editada com 100 minutos.

## Crítica
Cline descreve o seriado como um "quickie" (“rapidinho”).

## Capítulos
1. Sea Saboteurs (20min)
2. Death Takes the Deck (13min 20s)
3. Five Fathoms Down (13min 20s)
4. On Target (13min 20s)
5. The Fire Ship (13min 20s)
6. Collision (13min 20s)
7. War in the Hills (13min 20s)
8. Native Execution (13min 20s)
9. Mass Attack (13min 20s)
10. Machine Murder (13min 20s)
11. Underwater Ambush (13min 20s)
12. Twisted Vengeance (13min 20s)

Fonte: